# Сандерленд (футбольний клуб)
«Са́ндерленд» (англ. Sunderland Association Football Club) — професійний футбольний клуб із Сандерленд, що на півночі Англії. Заснований 1879 року. У 1892, 1893, 1895, 1902, 1913 та 1936 клуб здобував титул чемпіона Англії.
Найпринциповіший суперник — «Ньюкасл Юнайтед».

## Історія

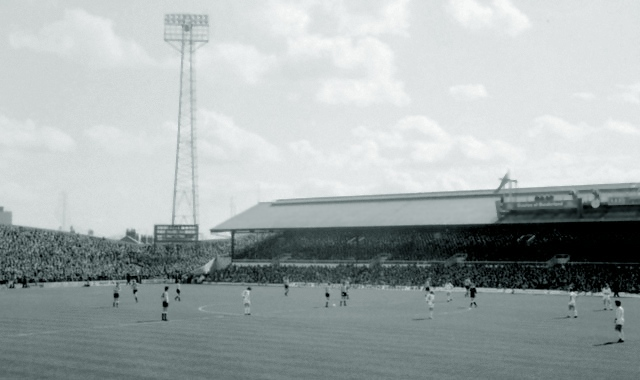
«Рокер Парк», стадіон клубу протягом 99 років.

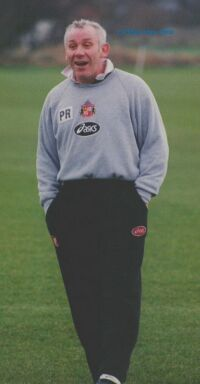
Пітер Рід Був тренером «Сандерленда» з 1997 по 2002 рік.

Жовтень 1879 — Клуб був заснований Джеймсом Алланом, шкільним вчителем з Глазго. Першою назвою клубу була Sunderland and District Teachers’ Association Football Club. Через рік назва була змінена на «Сандерленд». Першим домашнім полем був the Blue House Field в Хендоні.
13 листопада 1880 — перший матч клубу проти «Ферріхілл Атлетік». На жаль, «Сандерленд» програв 1:0.
1881 — для вирішення деяких фінансових проблем «Сандерленд» змінив назву на Sunderland Association Football Club
1884 — «Сандерленд» виграв перший трофей команди — Durham Senior Cup.
1885 — клуб отримав статус професійного.
1886 — команда переїхала на нове поле. Ним стало «Ньюкасл Роуд».
1887 — клуб був майже зруйнований. Джеймс Аллан разом із значною частиною найкращих гравців залишили команду. Вони створили свою власну команду під назвою Альбіон.
1889 — «Астон Вілла» перемогла «Сандерленд» з рахунком 7:2.
1890 — 1891 — «Сандерленд» вступив до Футбольної Ліги. Альбіон залишився любительським клубом, і поступово зник. Сандерленд в першій грі ліги з рахунком 3:2 програв «Бернлі». Далі клубі був побитий «Вулвз» 4:3. Тедді Доіг з Шотландії став новим воротарем. Команда програла тільки один домашній матч протягом наступних шести років.
1891-92 — клуб став чемпіоном ліги. Те ж саме він повторив й у сезонах 1892-93 та 1894-95. Таким чином «Сандерленд» став першим клубом, що виграв три чемпіонати.
1893-94 — «Сандерленд» посів друге місце в Першому дивізіоні.
1894-95 — Томасом М. Хемі зображена гра між «Астон Віллою» і «Сандерлендом». Це була перша картина з гри футбольної ліги. Зараз вона знаходиться на клубному стадіоні.
1898 — клуб переїхав до «Рокер Парку» з місткістю 30, 000 чол і 10 вересня провів там першу гру з «Ліверпулем», що завершилась з рахунком 1:0 на користь «Сандерленда».
1901–1902 — клуб завоював четвертий титул чемпіона країни.
1905 — в команди з'явилися фінансові проблеми. Через це вони продали Альфа Коммона в «Мідлсбро» за 1000 фунтів стерлінгів.
1912–1913 — 25 перемог в 31 матчі допомогли отримати п'ятий трофей футбольної ліги.
19 квітня 1913 — «Сандерленд» вперше у своїй історії досяг фіналу Кубка Англії, але поступився 1:0 «Астон Віллі».
1925 — Чарльз Бучан був проданий за рекордну суму — £ 2000 плюс £ 100 за кожен гол.
1935–1936 — «Сандерленд» знову виграв чемпіонат. Команда забила 109 голів.
1937 — клуб досяг фіналу Кубка Англії і завоював титул, перемігши «Престон» з рахунком 3:1 на Вемблі. Герні, Картер і Едді Бербенкс забивали м'ячі.
1941 — 1942 — Лен Шеклтон був підписаний за рекордну суму в £ 20500.
1948–1949 — після Другої світової війни «Чорні Коти» поступилися 2:1 нелігівському «Йовіл Таун» і зайняв третє місце.
1950 — клуб отримав назву «Bank of England Club».
1954–1955 — «Сандерленд» закінчив сезон на 4-му місці.
1957−1958 — внаслідок скандалу, пов'язаного з незаконними платежами, клуб вперше у своїй історії вилетів із найвищого дивізіону. Перед тим, 68 років «Сандерленд» був у вищому дивізіоні Футбольної Ліги.
1962 — Браян Клаф був травмований і закінчив свою кар'єру у віці 28 років. Під час перебування в команді він забив 63 голи у 68 матчах.
1964 — «Сандерленд» знову потрапив у Перший дивізіон.
1969–1970 — команда була не в змозі піднятися вище ніж 15 місце, і в результаті цього вилетіла вдруге.
5 травня 1973 — «Чорні Коти» виграли Кубок Англії з футболу, перемігши на шляху «Манчестер Сіті» і «Арсенал», а в фіналі «Лідс Юнайтед». Це був перший випадок за більш ніж 40 років, коли клуб Другого дивізіону Англії виграв Кубок.
1975 — 1976 — «Сандерленд» виграв другий дивізіон і отримав підвищення до Першого дивізіону.
1978–1979 — незадовільні результати призвели до вильоту з клубу, але в наступному сезоні «Чорні Коти» повернулись назад. Кріс Тернер, Баррі Венісон, Гері Роуелл, Гордон Чісхолм, Марк Проктор, Поль Брейсвелл, Стен Каммінс, Нік Пікерінг і Ян Манроу були зірками клубу в цей період.
1984–1985 — «Сандерленд» вперше досяг фіналу Кубку Ліги у своїй історії, але програв 1:0 «Норвіч Сіті» на Вемблі. В кінці сезону команда вилетіла назад до другого дивізіону.
1987 — 1988 — вперше в історії клубу, вони вилетіли в Третій дивізіон, програвши в двох матчах плей-оф «Джиллінгему».
1988 — Деніс Сміт був призначений тренером, і клуб відразу отримав підвищення, ставши чемпіоном Третього дивізіону.
16 травня 1990 — «Сандерленд» досяг фіналу плей-офф Другого дивізіону. Там команда програла 0:1 «Свіндон Таун» на Вемблі. Але все одно підвищилась у класі.
9 травня 1992 — «Сандерленд» досяг фіналу Кубка Англії, але програв «Ліверпулю» 0:2.
1995–1996 — клуб виграв Перший дивізіон. Команда почала шукати новий стадіон.
1996 — 1997 — незважаючи на перемоги над «Манчестер Юнайтед» (2:1), «Арсеналом» (1:0), «Челсі» (3:0), команда, поступилась «Вімблдону» 0:1 на «Селгерст Парку». У результаті — виліт. Після 99 років «Сандерленд» залишив «Рокер Парк» і переїхав на «Стадіон Світла».
1997 — 1998 — яскравим матчем в цього сезону була гра фіналу плей-офф Першого дивізіону проти «Чарльтона», який закінчився 4:4 в додатковий час.
1998–1999 — Набравши рекордні 105 очок в лізі, команда стала чемпіоном Першого дивізіону в 8-й раз. Вони також досягли півфіналу Worthington Cup.
1999 — 2000 — клуб фінішував 7-м. Середня відвідуваність на «Стадіоні Світла» була однією з найвищих в історії клубу.
2000 — 2001 — команда знову зайняла 7 місце, причому набрала рекордну кількість очок як для сьомої команди — 57.
2001 — 2002 — важкий сезон для «Сандерленда». Команда забила лише 28 голів і не без проблем уникла вильоту (16-те місце).
2002 — 2003 — найгірший результат клубу — лише 4 перемоги і 19 очок. Пітер Рейд був звільнений, і команду прийняв Говард Вілкінсон. Та ситуація не покращувалась, команда вилетіла. Мік Маккарті став новим тренером. Він підписав Торе-Андре Фло та Маркуса Стюарта за 10 мільйонів фунтів. У результаті вильоту «Сандерленду» довелося продати багато кого з найкращих гравців у різні клуби.
2003–2004 — Маккарті запросив деяких гравці з нижчих дивізіонів. Тим не менш, команда досягла лише 3-го місця в Першому дивізіоні.
2004–2005 — «Сандерленд» став переможцем чемпіонату Першого дивізіону.
2005 — 2006 — виліт з Прем'єр-ліги з жахливим показником у 15 очок.
2006–2007 — Рой Кін був призначений тренером. Клуб переміг «Лутон Таун» 5:0 і став чемпіоном Футбольної Ліги.
2007 — Кін витратив близько 40 мільйонів на нових гравців для команди, серед них: Енді Коул, Майкл Чопра, Кіран Річардсон і Крейг Гордон за рекордну 9 млн дол. США.
2008 — 09 — клуб до самого фінішу боровся за виживання і врятувався, посівши 16 місце.

## Склад команди
Станом на 27 листопада 2024
| №  | Поз. | Нац.              | Гравець                          |
| -- | ---- | ----------------- | -------------------------------- |
| 1  | ВР   | Уельс             | Ентоні Паттерсон                 |
| 16 | ВР   | Камерун           | Блонді На Нуку                   |
| 21 | ВР   | Англія            | Саймон Мур                       |
| 2  | ЗХ   | Уельс             | Найл Гаггінс                     |
| 3  | ЗХ   | Англія            | Денніс Серкін                    |
| 5  | ЗХ   | Північна Ірландія | Деніел Баллард                   |
| 23 | ЗХ   | Нідерланди        | Єнсон Селт                       |
| 26 | ЗХ   | Уельс             | Кріс Мепгем (в оренді з Борнмут) |
| 32 | ЗХ   | Північна Ірландія | Трей Г'юм                        |
| 33 | ЗХ   | Норвегія          | Лео Г'єльде                      |
| 41 | ЗХ   | Англія            | Зак Джонсон                      |
| 42 | ЗХ   | Англія            | Аджі Алесе                       |
| 45 | ЗХ   | Англія            | Джо Андерсон                     |
| 4  | ПЗ   | Англія            | Дан Ніл (капітан команди)        |
| 7  | ПЗ   | Англія            | Джоб Беллінгем                   |
| 8  | ПЗ   | Ірландія          | Алан Браун                       |

| №  | Поз. | Нац.       | Гравець                             |
| -- | ---- | ---------- | ----------------------------------- |
| 10 | ПЗ   | Англія     | Патрік Робертс                      |
| 11 | ПЗ   | Англія     | Кріс Рігг                           |
| 13 | ПЗ   | Англія     | Люк О'Нін (капітан клубу)           |
| 17 | ПЗ   | Франція    | Абдула Ба                           |
| 20 | ПЗ   | Гана       | Саліс Абдул Самед (в оренді з Ланс) |
| 22 | ПЗ   | Франція    | Аділ Аушіше                         |
| 30 | ПЗ   | Сербія     | Мілан Алексіч                       |
| 36 | ПЗ   | Колумбія   | Ієн Поведа                          |
| 12 | НП   | Іспанія    | Ел'єзер Маєнда                      |
| 14 | НП   | Англія     | Ромен Мандль                        |
| 15 | НП   | Україна    | Назарій Русин                       |
| 18 | НП   | Франція    | Вільсон Ізідор                      |
| 19 | НП   | Коста-Рика | Джюсон Беннетт                      |
| 24 | НП   | Ірландія   | Арон Конноллі                       |
| 29 | НП   | Ірландія   | Амед Абдулай                        |
| 40 | НП   | Ірландія   | Том Вотсон                          |

## Трофеї та досягнення

### Прем'єр-ліга
Переможець: 1892, 1893, 1895, 1902, 1913, 1936
Другий призер: 1894, 1898, 1901, 1923, 1935
Третій призер: 1900, 1903, 1909, 1911, 1924, 1926, 1927, 1950

### Чемпіоншип(рівень 2)
Переможець: 1976, 1996, 1999, 2005, 2007
Другий призер: 1964, 1980
Третій призер: 1962, 1963, 1998, 2004

### Перша ліга(рівень 3)
Переможець: 1988

### Кубок Англії
Переможець: 1937, 1973
Фіналіст: 1913, 1992

### Кубок ліги
Фіналіст: 1985, 2014

### Суперкубок Англії
Переможець: 1936
Фіналіст: 1937

## Прізвисько
Загальновідомий «нік» 6-разових чемпіонів Англії — «Чорні коти». І хоча ці самі коти (або кішки, кому як подобається) ось уже практично 200 років тісно переплітаються з історією міста Сандерленд і його однойменної команди, офіційний статус вони отримали зовсім недавно. А, точніше сказати, в 1997 році. До цієї дати «Сандерленд» виступав на старенькому «Рокер Парку». Власне назва стадіону і служила джерелом прізвиськ — від ласкавих «Рокеритів» до серйозних «Рокерів». Проте з переїздом на «Стедіум оф Лайт» все це стало якось неактуально. Треба було що-небудь інше. І керівництво закликало на допомогу фанатів. У результаті практично половина тих, хто голосував віддала перевагу варіанту «чорні коти». І це, повірте, відбулося не випадково.
Починалося все в далекому 1805 році, коли організованим футболом ще й не пахло. А пахло в ті часи загрозою висадки на береги Англії наполеонівських військ. Тому-то на річці Вір, що протікає на північному сході Англії і на якій власне і стоїть Сандерленд, встановили артилерійську батарею. Служили там місцеві ополченці. За одним з переказами, один з них, Джошуа Данн, страшенно боявся чорних кішок, і його приятелі, прекрасно про це знаючи, постійно його підколювали і намагалися, так би мовити, сконцентрувати навколо батареї максимальну кількість цих тварин. Інша версія простіша, але з тим же змістом: якийсь особливо неспокійний чорний кіт своїм нявканням постійно дратував нерви ополченців. Та як би там не було, зрештою батарея отримала горду назву «Чорний кіт».
Роки летіли, футбол активно розвивався, а про висадку десанту на Британські острови міг думати лише божевільний. Рівно через сто років, в 1905 році, на футбольному матчі «Сандерленда» був помічений чорний кіт, який затишно сидів поряд з якимось головою Тейлором (мабуть великий шишкою). А через три роки, наплювавши на всякі забобони, кота (цікаво, того ж або іншого?) помістили на загальну фотографію команди. До Першої світової війни малюнки всіляких котів, природно чорних, з'являлися в кількох місцевих газетах.
Потім за розкрутку образу взялися фанати. На фінал Кубка Англії 1913 року багато хто з них прийшли в краватках з чорними шпильками, виконаними у вигляді кота. У 30-ті роки чорний кіт вже частенько красується на обкладинках футбольних програмок. Однак всенародну, точніше всесандерлендську, славу персонаж знайшов у 1937 році. У фіналі Кубка Англії на «Вемблі» зустрічаються «Сандерленд» і «Престон». 12-річний шанувальник червоно-білих, чи то пак «Сандерленда», Біллі Морріс зумів пронести в своїй кишені на трибуну чорне кошеня. Як то кажуть, на щастя. І спрацювало! «Сандерленд» впевнено переміг 3:1 і вперше у своїй історії завоював найстаріший трофей у світі.
З тих пір на «Рокер Парку» чорний коти перейшли в ранг мало не священної тварини. Відомо, що досить довгий час на стадіоні їх тримали як талісман. А Асоціація вболівальників «Сандерленда» в 60-х довго не думала, кого ж помістити на свою емблему. Звичайно ж чорного кота! Керівництво ж клубу тягнуло гуму ще довгих 30 років, але врешті-решт історична справедливість восторжествувала. Які там «Рокери» і тим більше «Рокерити»?! Даєш «Чорних котів»!
Так що знайте: чорні коти можуть приносити успіх. Перевірено «Сандерлендом» і особисто Біллі Морісом.